# Musée de l'Acropole d'Athènes
Le musée de l'Acropole d'Athènes (en grec moderne : Μουσείο Ακρόπολης) est l'un des principaux musées archéologiques d'Athènes en Grèce. Il dépend du ministère de la Culture grec (premier Éphorat des antiquités préhistoriques et classiques).
Le musée abrite les objets provenant des monuments et des fouilles sur l'Acropole : bas-reliefs, statues et céramiques allant de la Préhistoire à l'antiquité tardive. Les collections, sont organisées en cinq thèmes : les pentes de l'Acropole, l'Acropole archaïque, le Parthénon, les autres monuments de l'Acropole classique et les « autres collections ».
Le musée se tourne entièrement vers la colline de l'Acropole par plusieurs moyens : baies vitrées et larges fenêtres - pour une contemplation optimale de ce magnifique chef-d'œuvre de l'humanité. 

## Bâtiments

### Ancien musée sur l'Acropole

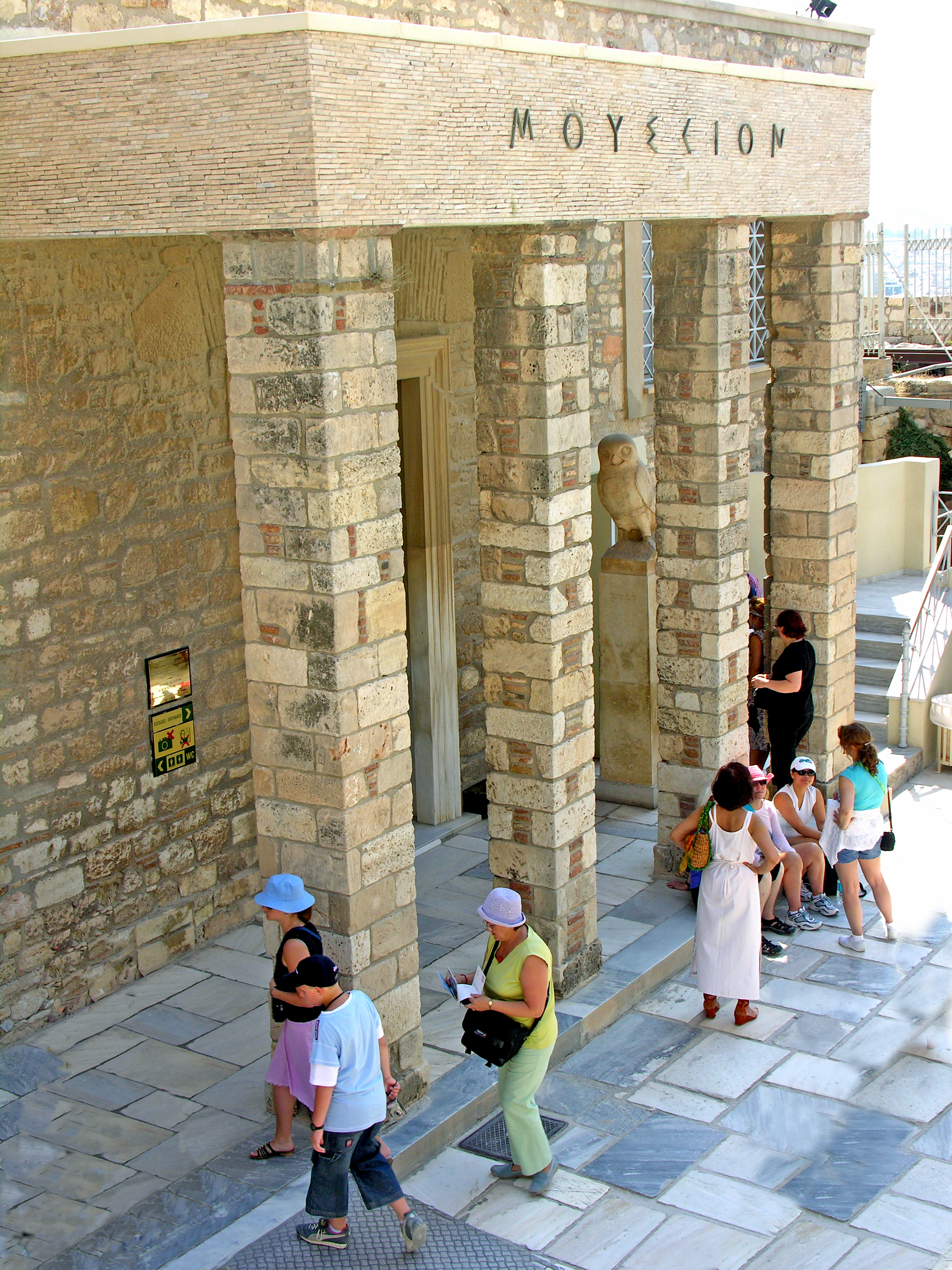
Entrée de l'ancien musée de l'Acropole.

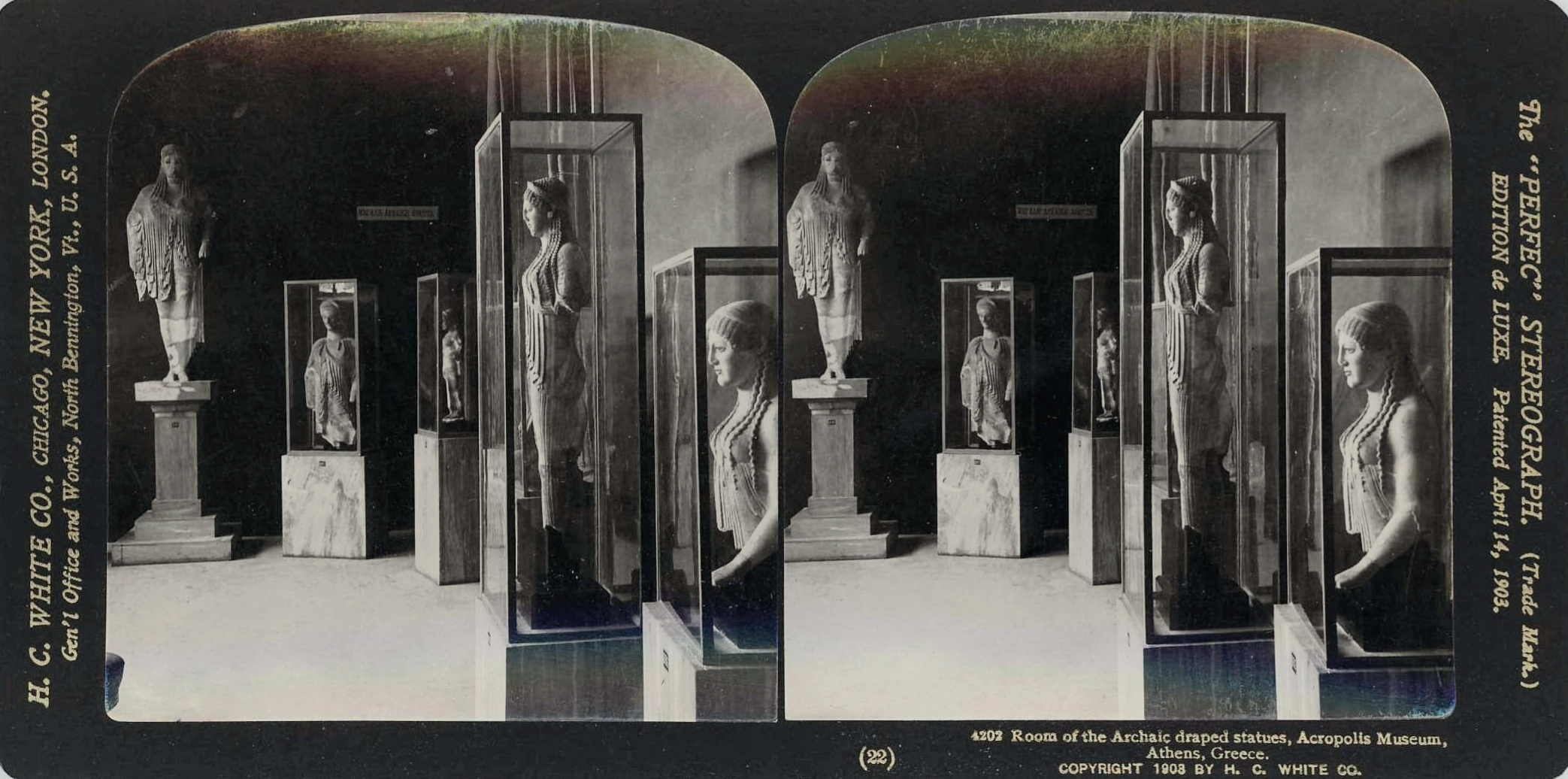
Salle de sculpture archaïque du premier musée de l'Acropole. Vue stéréoscopique, 1903.

Lorsque les forces ottomanes évacuèrent définitivement Athènes et sa forteresse, l'Acropole, en 1833, le gouvernement grec envisagea la construction d'un musée de l'Acropole sur l'Acropole même. En 1863, il fut décidé de l'installer au sud-est du rocher sacré. La première pierre fut posée le 30 décembre 1865. Le bâtiment fut construit entre 1865 et 1874 par l'architecte Panagís Kálkos (en).
À la suite des fouilles intenses sur l'Acropole par le professeur Panayiótis Kavvadías à la fin du XIXe siècle, il s'avéra que le bâtiment, avec ses 800 m2, était insuffisant, mais il fallut attendre jusqu'après la Seconde Guerre mondiale pour procéder à la destruction de l'ancien bâtiment et une reconstruction pour une réouverture par tranches entre 1956 et 1961,, les collections étant réorganisées par l'archéologue Ioánnis Miliádis (en).
Dès les années 1970, le musée sur l'Acropole montra ses limites. Le Premier ministre de l'époque, Konstantínos Karamanlís décida la construction d'un nouveau bâtiment dans le quartier de Makriyánni, au sud de l'Acropole, à 280 m de là,.

### Nouveau musée

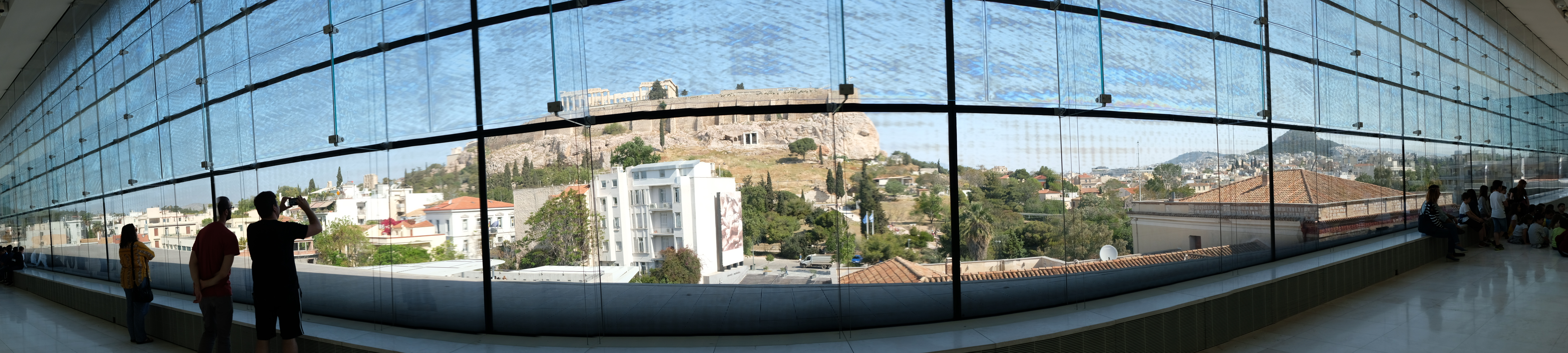
Panorama de l'Acropole vue à travers les vitres du musée.

La construction du nouveau musée fut décidée dès septembre 1976. Un premier concours d'architecture fut lancé entre 1976 et 1979, sans succès. En 1989, Mélina Mercouri relança le projet, dans le cadre de sa campagne pour le retour des marbres du Parthénon en Grèce. Le concours international fut remporté par les architectes italiens Manfredi Nicoletti et Lucio Passarelli, mais la construction fut annulée lorsqu'un complexe urbain allant de la période archaïque aux débuts de l'Athènes chrétienne fut découvert sur le site du futur musée.
En 2000, l'Organisme pour la construction du nouveau musée de l'Acropole relança un appel d'offres dans le cadre de l'Union européenne. La construction du nouveau bâtiment fut confiée aux architectes suisse Bernard Tschumi et grec Michael Photiadis. Elle a commencé en septembre 2003, a coûté 130 millions d'euros et a utilisé 16 000 m2 de marbre et 4 390 m2 de plaques de verre pour fournir le plus possible de lumière naturelle. Le musée qui devait ouvrir en 2007, a finalement été inauguré le 20 juin 2009. Il a une surface de 25 000 m2, dont 14 000 m2 d'exposition, soit dix fois plus que l'ancien musée. Il peut ainsi exposer de nombreux objets qui étaient jusque-là stockés dans des réserves. Il est aussi entouré de 7 000 m2 d'espaces verts. Construit sur pilotis, le musée préserve et intègre un site archéologique récemment mis au jour. La répartition des piliers est dictée en fonction de l'emplacement des vestiges. L'objectif pour le ministre de la Culture Antónis Samarás est d'accueillir 10 000 visiteurs par jour et deux millions par an,.
Le bâtiment, de sa construction à sa muséographie, a suscité la polémique. Le journal I Kathimeriní a tenu une longue consultation en ligne. Les posts des internautes ont été très critiques principalement contre la taille du bâtiment, son architecture ultra-moderne dans un quartier néoclassique dont une partie a dû être rasée, le fait que le projet ait été confié à un architecte non grec ou le fait que l'architecture vole parfois la vedette aux objets exposés comme dans la salle des sculptures archaïques. Une des principales controverses est la destruction programmée de deux immeubles art déco et néoclassique situés dans la ligne de vue entre le restaurant du musée et l'Acropole. Ils ont été déclassés par le ministère de la culture avant que la décision ne soit portée devant la Cour de cassation, la Cour suprême qui n'a pas encore rendu sa décision. Bernard Tschumi a affirmé que son projet ne prévoyait pas la destruction des immeubles adjacents.
En 2010, le bâtiment a reçu le prix Best Worldwide Tourism Project de la British Guild of Travel Writers (en). Au printemps 2011, il a été nommé pour le Prix de l'Union européenne pour l'architecture contemporaine Mies van der Rohe.
En juin 2011, pour son deuxième anniversaire, le bilan du musée est mitigé. Le musée est un des rares à ne pas subir les difficultés qui touchent tous les musées dépendant du ministère de la Culture (personnel, entretien, financement, etc). Le nombre de visiteurs est en diminution : de deux millions de visiteurs lors de sa première année d'existence, la fréquentation est tombée à 1,3 million la deuxième année. De plus, les recettes ne sont pas celles attendues : 40 % des entrées sont des entrées gratuites (au total, les entrées rapportent un peu plus de 4 millions d'euros) et le musée a besoin des recettes des boutiques, des cafés et du restaurant pour se maintenir à flot. La charge salariale de ses 200 employés se situe entre quatre et cinq millions d'euros par an.
En juin 2019, à l'occasion du dixième anniversaire du musée, les vestiges du quartier antique situés sous le musée sont ouverts à la visite.

### La question du retour des «marbres d'Elgin»
L'un des objectifs de Mélina Mercouri était d'obtenir le retour des marbres du Parthénon – les « marbres d'Elgin » – actuellement au British Museum de Londres depuis que Lord Elgin les a enlevés du monument au tout début du XIXe siècle et pour lesquels une salle a été prévue dans le nouveau musée. L'Association internationale pour la réunification des sculptures du Parthénon a écrit au musée britannique pour demander le retour des marbres, maintenant que la Grèce dispose d'un lieu adapté pour les accueillir. Ce dernier, par la voix de son porte-parole Hannah Boulton, a précisé que le lieu d'exposition n'avait jamais été un problème, mais que les marbres faisaient partie intégrante de sa collection. Cependant, le British Museum ne serait pas opposé à l'idée de les prêter au musée d'Athènes, pour une période limitée dans le temps. En échange, la Grèce reconnaîtrait définitivement qu'ils appartiennent au Royaume-Uni, ce qu'elle se refuse à faire. Pour l'instant, il n'y a que des moulages en plâtre des marbres d'Elgin.

## Collections

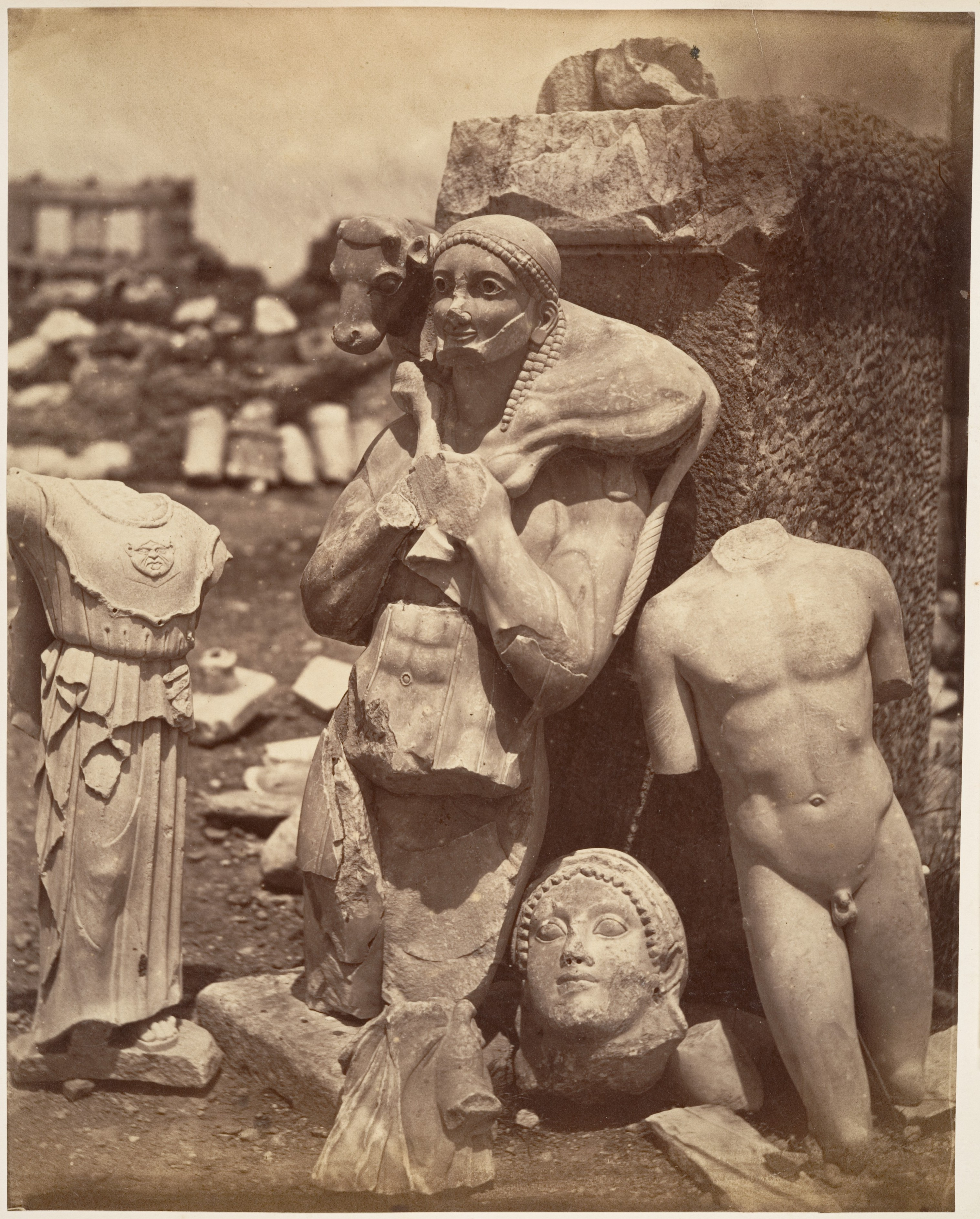
Fouilles du « Perserschutt » (terrasse Est de l'Acropole), en 1866 : à gauche, l'Athéna Angélètos ; au centre, le Moschophore ; à droite, l'Éphèbe de Critios.

La forme du musée sur pilotis a permis de conserver et de présenter une partie des ruines antiques qui se trouvent sur le site. Une partie du quartier de la ville des IVe siècle au VIIe siècle est ainsi visible.
La montée vers le premier étage présente divers objets venant des sanctuaires qui se trouvaient sur et autour de l'Acropole. Le premier étage en montant est consacré aux périodes mycénienne, géométrique, archaïque et sévère.
Le troisième étage est intégralement réservé au Parthénon. Il est organisé en rectangle, sur le modèle du temple. Ainsi, les métopes, frises et frontons sont visibles par le visiteur exactement comme ils étaient à l'origine. Toutes les parties qui se trouvent dans d'autres musées ont été remplacées par des copies.
En redescendant, le visiteur traverse l'autre partie du premier étage consacrée à l'Érechthéion et principalement à ses Caryatides, aux frises et parapets du temple d'Athéna Nikè (dont l’Athéna remettant sa sandale) et des objets allant du Ve siècle av. J.-C. au Ve siècle apr. J.-C.

### Sculptures du dépôt des Perses
On appelle « Perserschutt » un dépôt de statues brisées, découvert au sud-est de l'Érechthéion et fouillé au cours des années 1860-1880. Ces sculptures, pour la plupart incomplètes, étaient rangées avec soin et respect, probablement issues de la destruction des monuments de l'Acropole par les Perses en 480 av. J.-C.
| Objet     | Description | Origine et datation                                                   |
| --------- | --- | --------------------------------------------------------------------- |
| 624       | Moschophore Le Moschophore (ou Moscophore, ou Moschophoros) est un kouros de style archaïque portant sur ses épaules un jeune veau destiné au sacrifice. Statue en calcaire, trouvée en 1864 sur l'acropole d'Athènes, brisée par les Perses en 480. Il manque le bas du visage, les mains et le bas des jambes. | Acropole d'Athènes ca. 570 av. J.-C.                                  |
| 590       | Cavalier Rampin Statue archaïque, fragmentaire, trouvée lors du creusement des fondations de l'ancien musée de l'Acropole. Le torse et les fragments du cheval ont d'abord été trouvés en 1867. Ils sont désormais conservés et exposés au nouveau musée de l'Acropole. Puis ce fut la découverte de la tête, en 1877, acquise par le collectionneur français Georges Rampin, qui en fit don au musée du Louvre, où elle se trouve toujours. | Acropole d'Athènes ca. 550 av. J.-C.                                  |
| 689       | Tête d'éphèbe blond de l'Acropole Fragment d'une statue de jeune homme (les hanches ont également survécu à l'état de fragment). Marbre avec traces de peinture brun jaune dans les cheveux. Hauteur : 25 cm. | Acropole d'Athènes. Vers 490 / 480 av. J.-C.                          |
| 698       | Éphèbe de Critios Kouros du premier classicisme ou style sévère, trouvé incomplet en 1865, en creusant les fondations de l'ancien musée de l'Acropole. Brisé lui aussi lors du sac de l'Acropole durant la Seconde Guerre médique, en 480. Marbre de Paros. | Acropole d'Athènes Attribué au sculpteur Critios. Avant 480 av. J.-C. |
| 679       | Korè en péplos Korè archaïque aux formes douces, trouvée en 1886 dans le même dépôt. Traces de polychromie. Hauteur : 1,20 m. Peut-être attribuable au même sculpteur que le cavalier Rampin. Voir aussi : Korai de l'Acropole d'Athènes | Acropole d'Athènes ca. 540 / 530 av. J.-C.                            |
| 681       | Korè d'Anténor Trouvée en trois fragments en 1882 et 1888. Hauteur : 2,01 m. Il manque le bras droit, une partie de jambes, et le visage est endommagé. La jeune femme porte ses cheveux en boucle, une couronne, un chiton et un himation. Deux inscriptions, sur la base, indiquent que la statue est l'œuvre du sculpteur Anténor et qu'elle a été dédiée par un certain Néarchos.                                                        | Acropole d'Athènes ca. 530 / 520 av. J.-C.                            |
| 140       | Athéna Angélitos ou Athéna d'Euènôr Photographie des fouilles de 1866. La déesse porte l'égide et le péplos. Il manque le bras gauche et l'avant-bras droit. La tête n'a jamais été retrouvée. Une inscription indique que la statue a été dédiée à Athéna par Angélètos et sculptée par Euènôr. | Acropole d'Athènes ca. 480 av. J.-C.                                  |
| 686 - 609 | Coré d'Euthydikos dite « La Boudeuse » Coré de style sévère. Partie haute découverte à l'est du Parthénon en 1882 ; partie basse près de l'Érechthéion en 1886. Marbre de Paros. Inscription sur le socle en pentélique : « Euthydikos, fils de Thaliarchos, a dédié (cette statue) ». | Acropole d'Athènes ca. 490 / 480 av. J.-C.                            |

### Temple archaïque dit «Hécatompédon»
| Objet  | Description | Origine et datation                         |
| ------ | --- | ------------------------------------------- |
| 35     | Hécatompédon Fragments du fronton du temple archaïque dit Hécatompédon « temple de cent pieds », situé sur l'acropole d'Athènes, à l'emplacement du Parthénon actuel et démoli en 490 av. J.-C. , après la victoire de Marathon. À cette place se sont donc succédé trois temples : l'Hécatompédon (avant 490), puis le très éphémère Préparthénon (de 490 à 480 av. J.-C., inachevé), enfin le Parthénon. Monstre à triple corps et queue de serpent. Le premier monstre apporte l'eau, le second, le feu et le troisième, l'air. | Acropole d'Athènes ca. 570 av. J.-C.        |
| 9 - 55 | Apothéose d'Héraclès Fronton archaïque de petite taille, figurant la réception d'Héraclès par Zeus et Héra. Éléments brisés d'un fronton archaïque, découverts en 1888 à l'est du Parthénon. Ce fronton peut appartenir au premier temple dit « Hécatompédon » ou à un autre bâtiment annexe. Hauteur : 94 cm | Acropole d'Athènes Vers 570 / 550 av. J.-C. |

### Temple d'Athéna Polias
| Objet | Description | Origine et datation                  |
| ----- | --- | ------------------------------------ |
|       | Temple d'Athéna Polias Fragments du fronton ouest de l'ancien temple d'Athéna Polias, c'est-à-dire « protectrice de la cité », situé au sud de l'Érechthéion. Athéna est représentée au combat, lors de la gigantomachie. Marbre de Paros. | Acropole d'Athènes ca. 520 av. J.-C. |

### Décor sculpté du Parthénon
| Objet | Description | Origine et datation           |
| ----- | --- | ----------------------------- |
|       | Métopes du Parthénon Aperçu des métopes et éléments de la frise du Parthénon dans leur nouvelle présentation au musée de l'Acropole d'Athènes. | Parthénon 442 / 438 av. J.-C. |
|       | Frise du Parthénon Photographie ancienne (1896). Frise de la face est du Parthénon, figurant Aphrodite, Apollon et Poséidon.                   | Parthénon 442 / 438 av. J.-C. |

### Autour du Parthénon
| Objet | Description | Origine et datation                         |
| ----- | --- | ------------------------------------------- |
| 52    | Fronton de l'olivier (el) Éléments brisés d'un fronton archaïque, découverts en 1888 au sud du Parthénon. La scène mythologique représente peut-être le meurtre de Troilos, fils de Priam, par Achille. Ce fronton a pu appartenir au premier Érechthéion, siège de l'olivier sacré, dont les rameaux figurent sur les plaques, à gauche. Trois statues ornent le fronton : un homme et une femme très fragmentaires, tournés vers la droite, et une troisième statue, féminine, très bien conservée, vêtue d'un chiton (tunique) rouge et d'un himation (manteau) bleu. Les traits du visage (yeux, nez, oreilles) sont agrandis et les cheveux descendent en longues tresses noires. Elle porte une coiffure bleue en forme de disque, de style archaïque. Hauteur : 80 cm | Acropole d'Athènes Vers 560 / 550 av. J.-C. |
| 695   | Athéna pensive Stèle de style sévère, trouvée entre le Parthénon et le mur sud de l'Acropole. Athéna porte des sandales et un chiton sans manches. Elle est armée d'une lance et d'un casque corinthien. Marbre de Paros. Hauteur : 54 cm. | Acropole d'Athènes ca. 460 av. J.-C.        |

### Érechthéion
| Objet | Description | Origine et datation                              |
| ----- | --- | ------------------------------------------------ |
|       | Caryatides de l'Érechthéion Sur les six Caryatides (ou Cariatides), quatre sont complètes ; la cinquième, au second plan à droite, est un assemblage de fragments. La deuxième à gauche, manquante, est au British Museum. | Érechthéion Acropole d'Athènes ca. 406 av. J.-C. |

### Autour de l'Érechthéion
| Objet | Description | Origine et datation                    |
| ----- | --- | -------------------------------------- |
| 697   | Protomé de cheval (el) Partie antérieure de cheval, de style archaïque, trouvée en 1887 à l'est de l'Ėrechthéion. Marbre de Paros. Hauteur : 1,17 m. | Acropole d'Athènes avant 480 av. J.-C. |
| 575   | Chevaux d'un quadrige Deux paires de chevaux de style archaïque, certainement éléments d'un quadrige.                                                | Acropole d'Athènes                     |

### Temple d'Athéna Nikè
| Objet | Description | Origine et datation                                     |
| ----- | --- | ------------------------------------------------------- |
| 973   | Nikè à la sandale (el) Une des plaques de la frise sculptée qui entourait le temple d'Athéna Nikè sur trois côtés. Une Nikè est représentée penchée vers l'avant, peut-être pour dénouer sa sandale et marcher pieds nus vers l'autel. | Acropole, temple d'Athéna Nikè. ca. 420 / 410 av. J.-C. |

### Sanctuaire d'Asclépios
L'Asclépiéion d'Athènes est situé sur la terrasse sud de l'Acropole, près du théâtre de Dionysos.
| Objet | Description | Origine et datation                               |
| ----- | --- | ------------------------------------------------- |
|       | Offrande votive de l'Asclépiéion d'Athènes Partie d'un visage féminin avec des yeux incrustés. Offrande votive du IVe siècle av. J.-C., probablement du sculpteur Praxias, insérée dans la niche d'un pilier du sanctuaire d'Asclépios. | Temple d'Asclépios, Athènes. IVe siècle av. J.-C. |
|       | Offrandes de l'Asclépiéion d'Athènes Plaques d'offrandes votives en bas-relief. Yeux, oreille, sein, jambe, avec inscriptions votives.                                                                                                  | Temple d'Asclépios, Athènes. IVe siècle av. J.-C. |

## Services aux visiteurs
Le musée dispose d'un café au rez-de-chaussée, avec vue sur les ruines archéologiques sous le bâtiment et d'un restaurant au deuxième étage sur une terrasse de 700 m2 avec vue sur l'Acropole. Il y a également deux boutiques : au rez-de-chaussée et au deuxième étage. Cette dernière est aussi la librairie du musée. Le deuxième étage est réservé aux services aux visiteurs : en plus du restaurant et de la boutique-librairie, on y trouve un salon VIP et une médiathèque.

#### Ouvrages généraux
- (en) Robin Barber, Greece. Blue Guide., A & C Black, Londres, 1987.  (ISBN 0393303721)
- Maria S. Brouskari, Musée de l'Acropole : catalogue descriptif (traduit par Vanna Hadjimichali), Édition de la Banque Commerciale de Grèce, Athènes, 1974, 200 p., 248 p. de pl.
- Georges Dontas, L'Acropole et son musée, Clio, Athènes, 1987 (1re éd. 1979), 135 p.
- Georges S. Dontas (dir.), Les portraits attiques au musée de l'Acropole, Académie d'Athènes, Athènes, 2004, 117 p. + 82 p. de pl.  (ISBN 960-404-043-X)
- (el) Stamatía Eleutherátou (dir.), To Mouseío kai ē anaskaphḗ : eurḗmata apó ton chṓro anégersēs tou néou Mouseíou tēs Akrópolēs, Ekdosē tou Organismoú Anégersēs Néou Mouseíou Akrópolēs, Athènes, 2006, 167 p.  (ISBN 960-89280-0-1) (présentation des trouvailles faites sur le site du nouveau musée)
- Hélène Frantzi, L'Acropole et le musée, Ed. Thera, C. Voutsas, Athènes, 1977, 30 p. + 69 p. de pl.
- Grèce continentale. Guide bleu., Hachette, Paris, 2006.  (ISBN 201243892X)
- (en) Catharine Titi, The Parthenon Marbles and International Law, Springer, 2023. DOI 10.1007/978-3-031-26357-6  (ISBN 978-3-031-26356-9).
- (de) Otto Walter, Beschreibung der Reliefs im kleinen Akropolismuseum in Athen, E. Hölzel, Vienne (Autriche), 1923, 249 p.

#### Articles
- Bernard Holtzmann, « Le nouveau musée de l’Acropole », Revue archéologique, vol. 50, no 2,‎ 2010, p. 321-332 (lire en ligne, consulté le 26 juillet 2020).
- (en) Dossier spécial « New Acropolis Museum », Athens Plus, supplément à Kathimerini et International Herald Tribune, 19 juin 2009, p. 4-9. Télécharger en pdf
- (fr) Frédéric Edelmann, « Le Musée de l'Acropole, bouleversant et maudit. À Athènes, le bâtiment conçu par Bernard Tschumi doit ouvrir le 20 juin. Sans les frises détenues par Londres », Le Monde, 20 juin 2009, p. 25.
- (el) Guide du musée de l'Acropole d'Athènes